# Petras-Vileišis-Brücke
Die Petras-Vileišis-Brücke (früher als Vilijampolė-Brücke bekannt) ist eine Brücke zwischen der Altstadt Kaunas und Vilijampolė in der zweitgrößten litauischen Stadt Kaunas. Es ist die letzte Brücke über die Neris vor ihrer Mündung. Ihre Länge beträgt 291 Meter und die Breite 14 Meter. 

## Geschichte
Die Brücke wurde  1929 fertiggestellt. Die Vilijampolė-Brücke über die Neris wurde während des sogenannten Juni-Aufstands in Litauen im Jahr 1941 von den litauischen Rebellen besonders beachtet, da sie erwarteten, dass die Deutschen über diese Brücke in die Stadt eindringen würden. Als die Litauer die Brücke erreichten, wurde sie bereits von der Roten Armee mit Sprengstoff verdrahtet. 40 sowjetische Truppen und drei gepanzerte Fahrzeuge schützten die Brücke und warteten auf den richtigen Moment, um diese zu sprengen. Als sich die Sowjets nach dem litauischen Feuer etwas zurückzogen, rannte Juozas Savulionis in die Mitte der Brücke, schnitt die Drähte ab und rettete sie so vor der Zerstörung. Auf dem Rückweg wurde Savulionis durch sowjetisches Feuer erschossen und damit eines der ersten Opfer des Aufstands. Die Vilijampolė-Brücke wurde 1944 von der Wehrmacht zerstört, als sich sowjetische Streitkräfte näherten. Sie wurde 1948 wieder aufgebaut und 2008 renoviert. Sie wurde nach dem litauischen Ingenieur Petras Vileišis (1851–1926) benannt.